# باول ريس
باول ريس (بالإنجليزية: Paul Reece)‏ هو لاعب كرة قدم بريطاني في مركز حراسة المرمى، ولد في 16 يوليو 1968 في نوتنغهام في المملكة المتحدة. لعب مع أكسفورد يونايتد وستوك سيتي وغريمسبي تاون ونادي دونكاستر روفرز ونادي كليفتونفيل ونادي كيترينغ تاون ونوتس كاونتي ووست بروميتش ألبيون.